# Wikipédia en luganda
Wikipédia en luganda (en luganda : Wikipediya Luganda) est l'édition de Wikipédia en luganda (ou ganda), langue bantoue parlée en Ouganda. L'édition est lancée a priori en août 2004, mais dans les faits en mai 2006. Son code est : lg.
Au 21 mars 2025, l'édition en luganda contient 3 369 articles et compte 9 589 contributeurs, dont 22 contributeurs actifs et 1 administrateur.

## Présentation

Localisation des langues bantoues. Le luganda (ou ganda) est dans le nord de la zone.
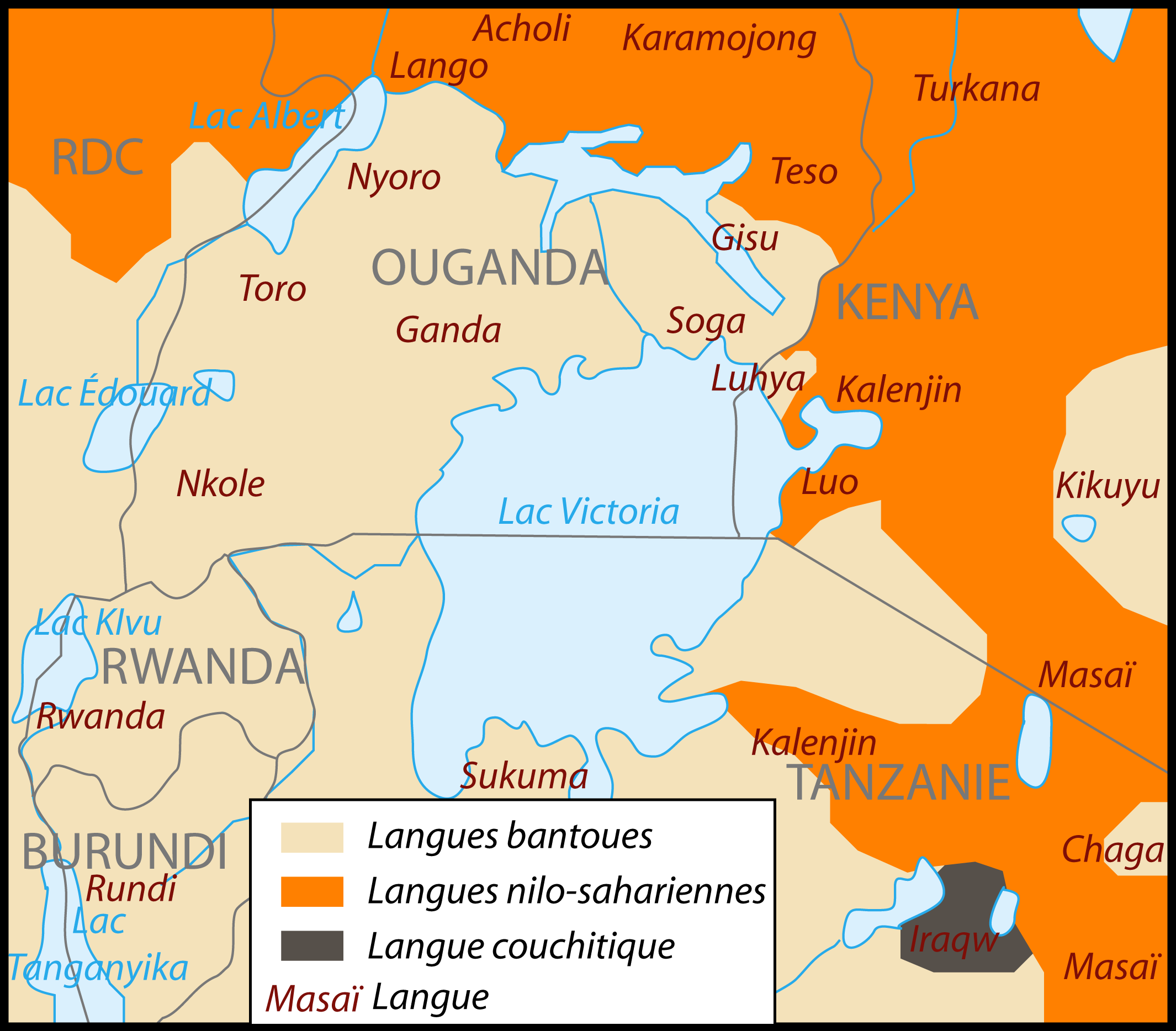
Localisation du luganda dans la zone du lac Victoria.
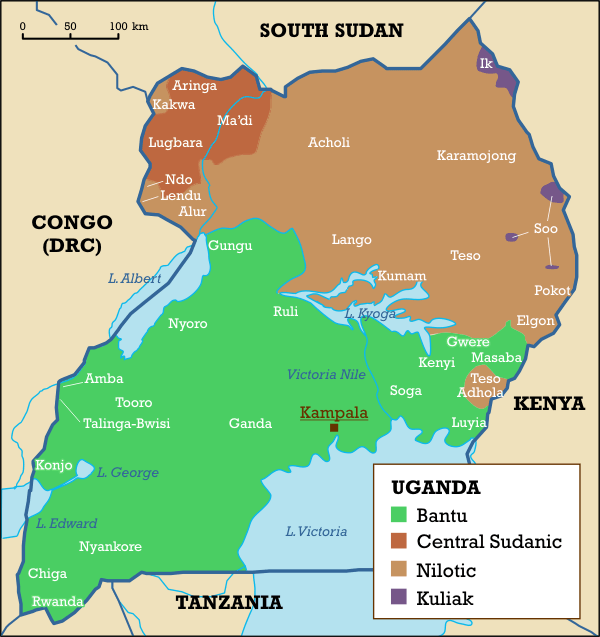
Localisation du luganda en Ouganda.

## Statistiques
- Le 22 septembre 2024, l'édition en luganda contient 3 295 articles et compte 9 179 contributeurs, dont 35 contributeurs actifs et 2 administrateurs.